# رشيد (الملاجم)

تعديل مصدري - تعديل

رشيد هي إحدى قرى عزلة عفار آل مفتاح بمديرية الملاجم التابعة لمحافظة البيضاء، بلغ تعداد سكانها 370 نسمة حسب تعداد اليمن لعام 2004.